# Bom Retiro (kommun)
Bom Retiro är en kommun i Brasilien.   Den ligger i delstaten Santa Catarina, i den södra delen av landet, 1 300 km söder om huvudstaden Brasília. Antalet invånare är 8 942.
Följande samhällen finns i Bom Retiro:
- Bom Retiro

I omgivningarna runt Bom Retiro växer i huvudsak städsegrön lövskog. Runt Bom Retiro är det glesbefolkat, med 9 invånare per kvadratkilometer.